# Maria Morska
Maria Morska, właśc. Anna Frenkiel, nazywana Niutą (ur. ok. 1895 w Kaliszu, zm. 23 maja 1945 w Warszawie) – polska publicystka, feministka, aktorka teatralna i kabaretowa żydowskiego pochodzenia.

## Życiorys
Pochodziła z żydowskiej rodziny. Jej dziadkiem był Samuel, rabin z Sochaczewa. Była córką Józefa (lekarza) i Heleny Frenkiel, siostrą Alicji Eber (plastyczki). W Anglii ukończyła żeńską szkołę podstawową i średnią z internatem w Broadstairs k. Dover.
W 1913 roku debiutowała jako aktorka w Teatrze im. J. Słowackiego w Krakowie, w dramacie W szponach życia. W 1914 roku jej mężem został matematyk, profesor Bronisław Knaster. W lecie 1918 roku grała obok Hanki Ordonówny w lubelskim kabarecie Wesoły Ul. Wyjechała do Warszawy, gdzie w sezonie 1918/19 otrzymała niewielką rolę w Teatrze Polskim. Od jesieni 1918 do 1927 roku była znaną deklamatorką, głównie poezji klasycznej i wierszy skamandrytów, m.in. w warszawskiej kawiarni Pod Picadorem (1918–1919) i później na wieczorach poetyckich w Warszawie. Nazywano ją muzą skamandrytów. Łączył ją platoniczny romans z Antonim Słonimskim, podkochiwała się w niej Anna Iwaszkiewicz, przyjaźniła się z Marią Pawlikowską-Jasnorzewską i Ireną Krzywicką. 
Od 1933 roku publikowała w „Wiadomościach Literackich” felietony społeczno-polityczne jako „Marjusz Dawn”. Była bardzo krytyczna wobec sytuacji w nazistowskich Niemczech, którą określała słowami wariaci rzucili się na swoich lekarzy. Jednym z jej najbardziej znanych artykułów było Męczeństwo kobiety niemieckiej, dotyczące nasilającej się dyskryminacji kobiet w III Rzeszy. W 1933 roku była współzałożycielką Ligi Reformy Obyczajów, walczącej o świadome macierzyństwo, której patronował Tadeusz Boy-Żeleński.
Po wybuchu II wojny światowej wyjechała do Lwowa, gdzie jej mąż w latach 1939–1941 i 1944–1945 był profesorem tamtejszego Uniwersytetu. Jej zamieszkiwanie w jednym pokoju ze swoim mężem oraz kochankiem – lekarzem Hermanem Rubinrautem – zainspirowało Irenę Krzywicką do napisania opowiadania Zamurowany świat.
Do Warszawy wróciła w 1945 roku. Rozpoczęła współpracę z „Polską Zbrojną”, gdzie publikowała jako „Mariusz Dawn” („Mariusz” przez „i”). 
Zmarła na atak serca 23 maja 1945 roku. Została pochowana na cmentarzu Powązkowskim w Warszawie (kwatera 257d-3-4).